# Microtettigonia
Microtettigonia is een geslacht van rechtvleugeligen uit de familie sabelsprinkhanen (Tettigoniidae). De wetenschappelijke naam van dit geslacht is voor het eerst geldig gepubliceerd in 1979 door Rentz.

## Soorten
Het geslacht Microtettigonia omvat de volgende soorten:
- Microtettigonia alleni Rentz, 2001
- Microtettigonia illcha Rentz, 2001
- Microtettigonia kangaroo Rentz, 1979
- Microtettigonia kutyeri Rentz, 2001
- Microtettigonia tachys Rentz, 1979
- Microtettigonia tunte Rentz, 2001
- Microtettigonia whippoo Rentz, 2001